# Publio Pomponio Secondo
Publio Pomponio Secondo (in latino Publius Pomponius Secundus; 10 circa – dopo il 50) è stato un politico e scrittore romano, che visse sotto il dominio degli imperatori Tiberio, Caligola e Claudio.

## Biografia
Pomponio Secondo fu amico intimo di Plinio il Vecchio e ne scrisse una biografia oggi non più esistente. L'"autore" principale della sua vita fu Tacito, secondo cui Pomponio Secondo era un uomo di raffinatezza ed intelletto brillante. La sua amicizia con Seiano e suo fratello, gli creò politicamente sospetto, tanto che contro di lui fu istituito un processo ma scampò alla morte rimanendo praticamente barricato nella casa di suo fratello fino a quando divenne imperatore Caligola nel 37. Di lui Tacito scrisse:
(Tacito, Annales, V, 8.2.)
Durante questo periodo compose tragedie che furono terminate durante il regno di Claudio. Divenne console nel 44 e successivamente ottenne l'incarico di Legatus Augusti pro praetore della Germania superiore (dove era presente la legio XXII Deiotariana). Nel 50 si distinse contro i Catti e ottenne l'onore degli ornamenta triumphalia. Quintiliano afferma che è molto superiore a tutti i produttori di tragedie che aveva conosciuto; Tacito esprime un'alta opinione delle sue abilità letterarie. Pomponio Secondo presta molta attenzione ai dettagli grammaticali. Solo poche righe oggi rimangono dei suoi lavori, alcune delle quali parlano dell'Eneide.